# Tranvía costero belga
El Tranvía costero (en neerlandés: De Kusttram) es un servicio de transporte público que conecta las ciudades y pueblos que se localizan a lo largo de toda la costa belga de Flandes Occidental; entre De Panne, cerca de la frontera con Francia, y Knokke-Heist, próximo a la frontera con los Países Bajos. Con un total de 67 kilómetros (41,6 mi) de longitud, se trata de la línea de tranvía más larga del Mundo, al igual que es uno de los pocos tranvías de carácter interurbano que quedan en funcionamiento a nivel global. La línea se construyó con trocha métrica y se encuentra totalmente electrificada con corriente continua de 600 V.

## Historia
La primera sección de la vía entre Ostende y Nieuwpoort fue dado de alta en el año 1885, aunque la ruta original estaba situada más al interior que la actual, y solo algunas partes del trazado que discurren por los centros de estas urbes siguen en funcionamiento. Cuando se creó, la línea fue dirigida por la NMVB (Sociedad Nacional de los Ferrocarriles Vecinales), o SNCV en francés. Hacia 1991, la NMVB/SNCV fue dividida en dos compañía regionales, una valona y la otra flamenca, siendo esta última su sucesora, la Vlaamse Vervoermaatschappij De Lijn, al asumir la responsabilidad del funcionamiento del tranvía costero.

## Características

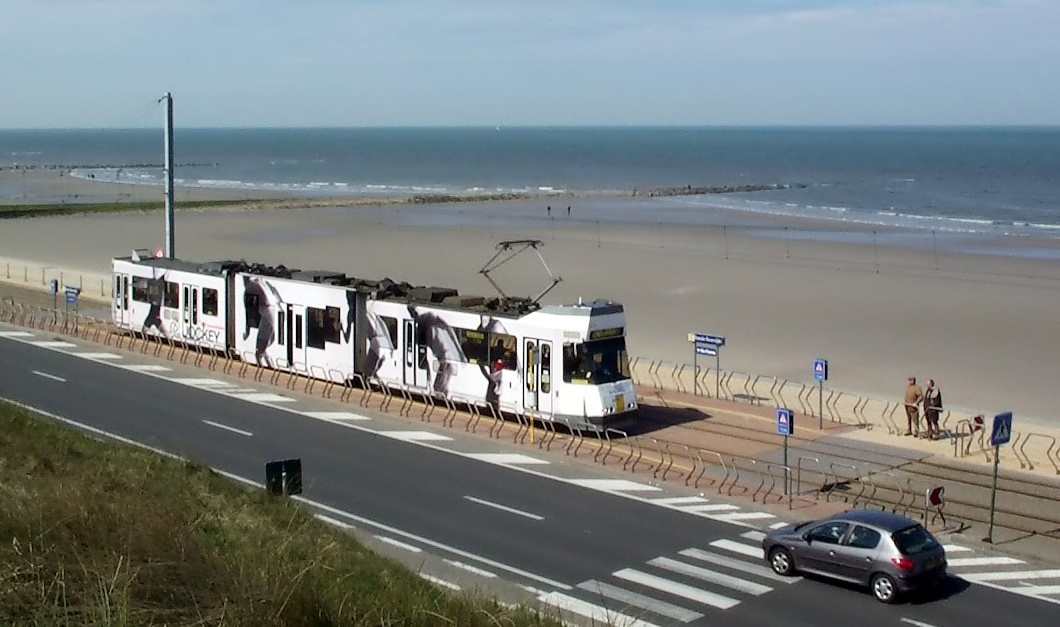
El tranvía costero belga cerca de Ostende.

El servicio hace un total de 67 paradas a lo largo de los 67 km de su recorrido, con una frecuencia de 10 minutos durante la temporada alta estival, periodo durante el que es usado por más de 3 millones de pasajeros. El servicio ha sido recientemente modificado para ser más accesible a través de la adición de una sección central de piso bajo a los vehículos ya existentes, y la introducción de nuevos trenes HermeLijn de piso bajo.
La mayoría de los vehículos tiene una sola posición de conducción y puertas de acceso exclusivamente por un lado. Es por ello por lo que deben ser dados la vuelta en un bucle, llamado keerlus en el idioma local, para invertir su dirección. Los más modernos tienen un sistema convencional con dos posiciones de conducción y puertas a ambos lados.
Una característica interesante es la existencia de dos rutas alternativas que se encuentran en ambos extremos de las esclusas del Leopoldkanaal, al este de Zeebrugge, y la división en una vía simple alrededor del extremo interior de las esclusas del Boudewijnkanaal. Esto evita retrasos al horario del tranvía cuando el trazado habitual, que discurre por varios puentes levadizos, está interrumpido para que circulen los buques bajo él. Una característica similar existe en el extremo sur de la estación de Ostende, alrededor de las esclusas de entrada al Vlotdok.

## Galería

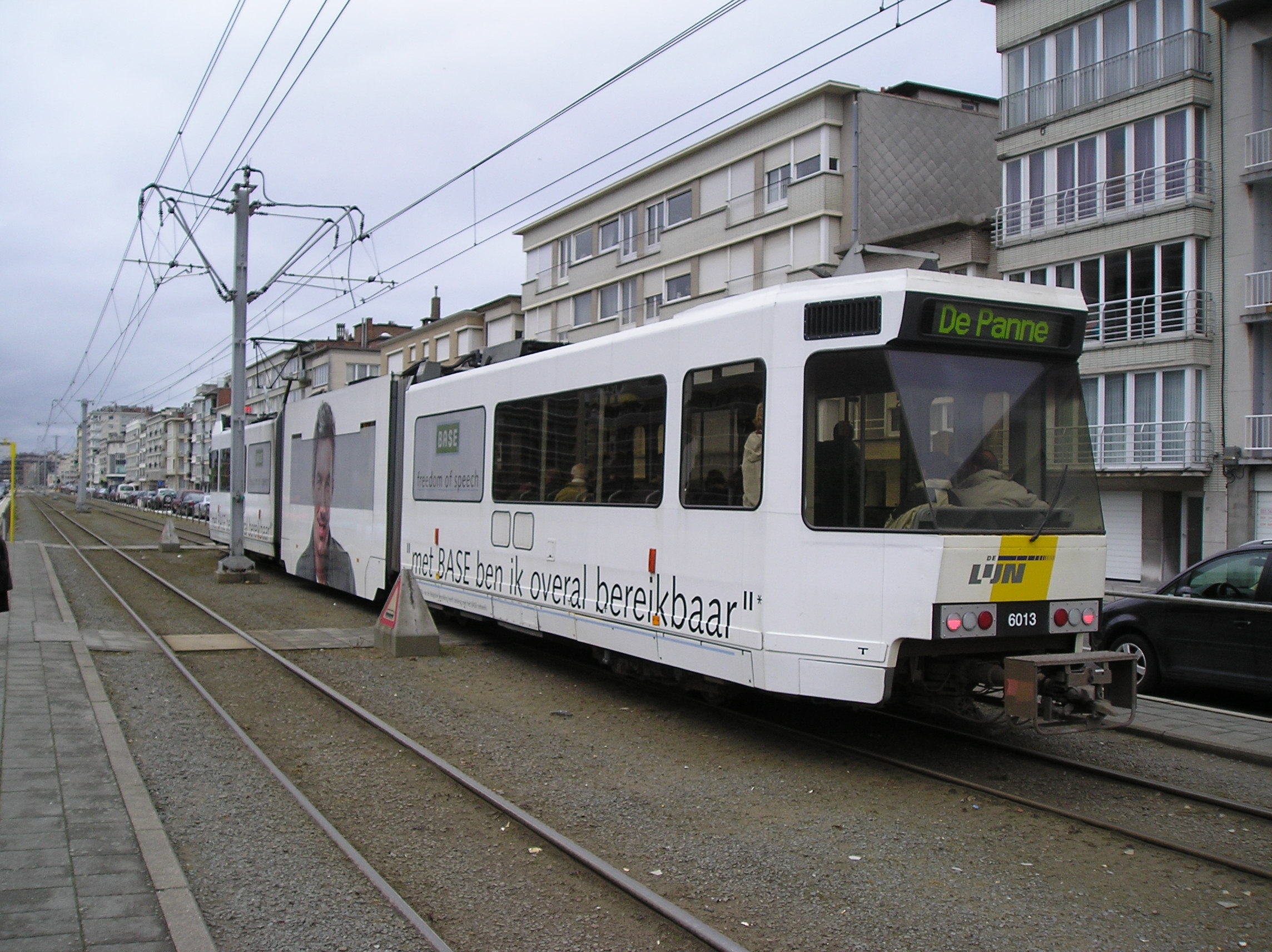
Tranvía en la parada de Ostende de Henegouwenstraat.
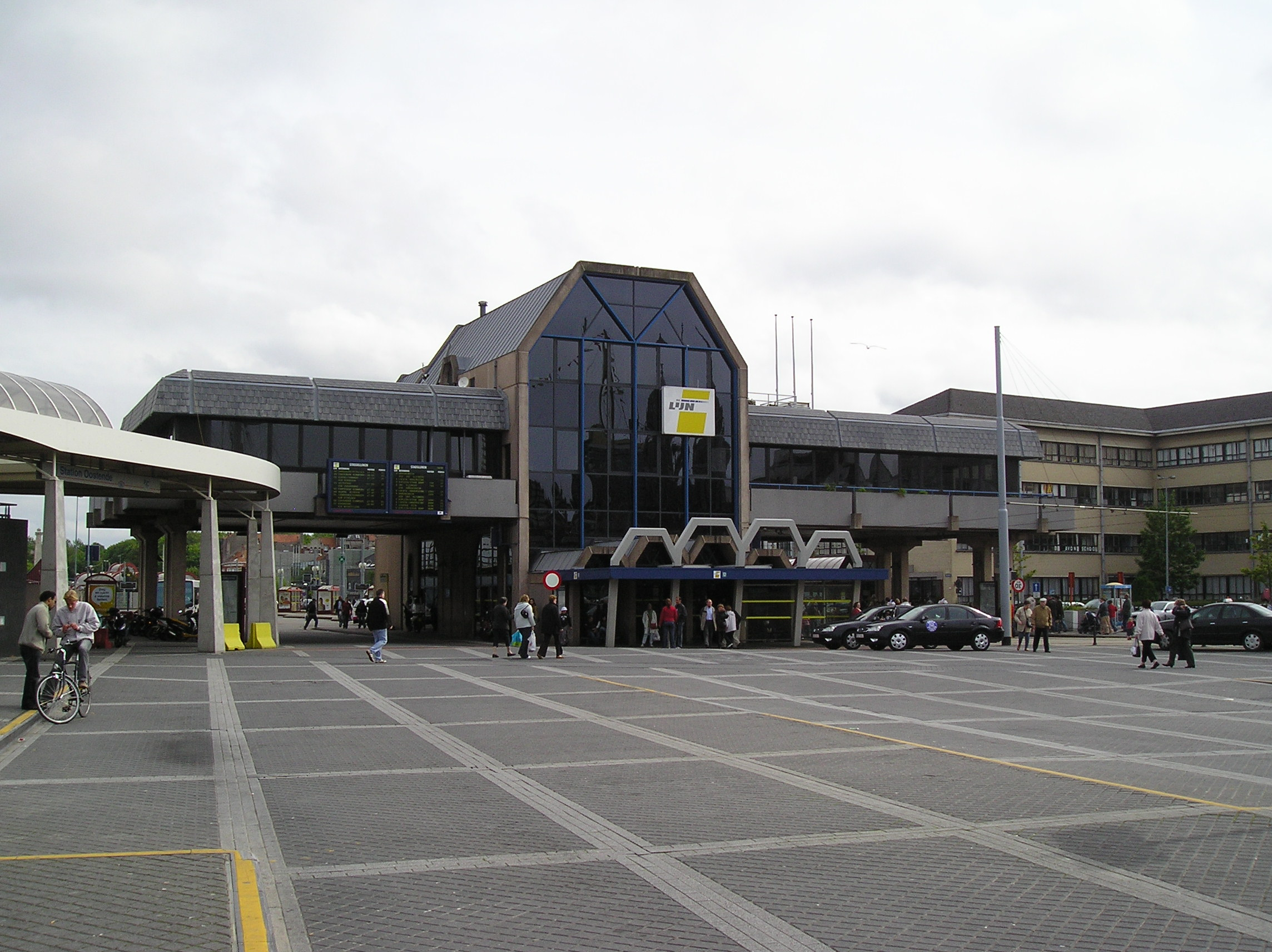
La antigua estación de tranvia de Ostende.
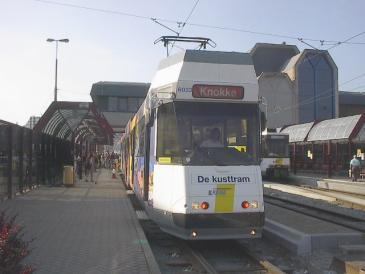
Tranvía en la antigua estación de tranvia de Ostende. Nueva estacion de tranvia puesta en funcionamiento en 2019.

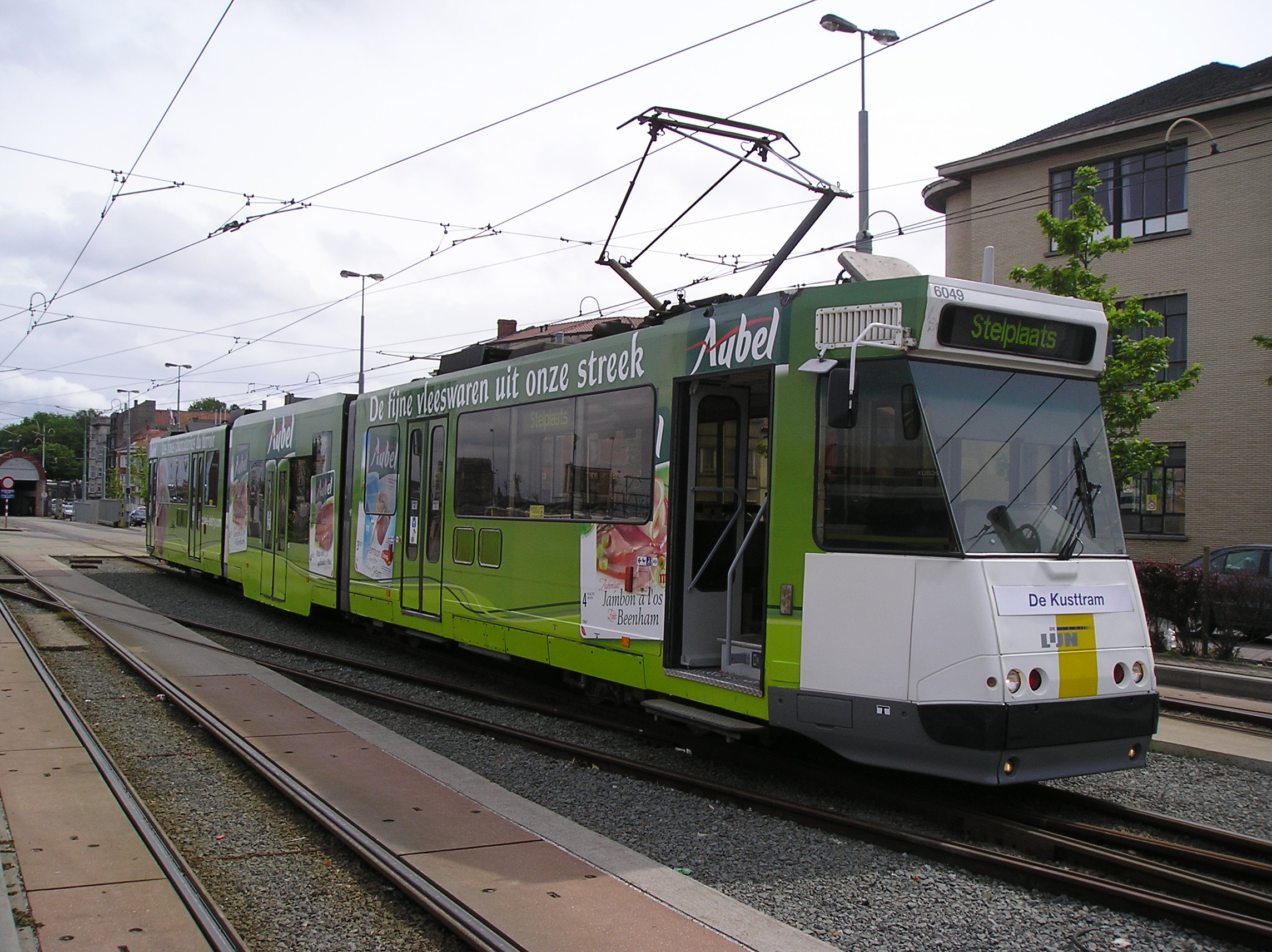
Tranvía en la antigua estacion de tranvia de Ostende.
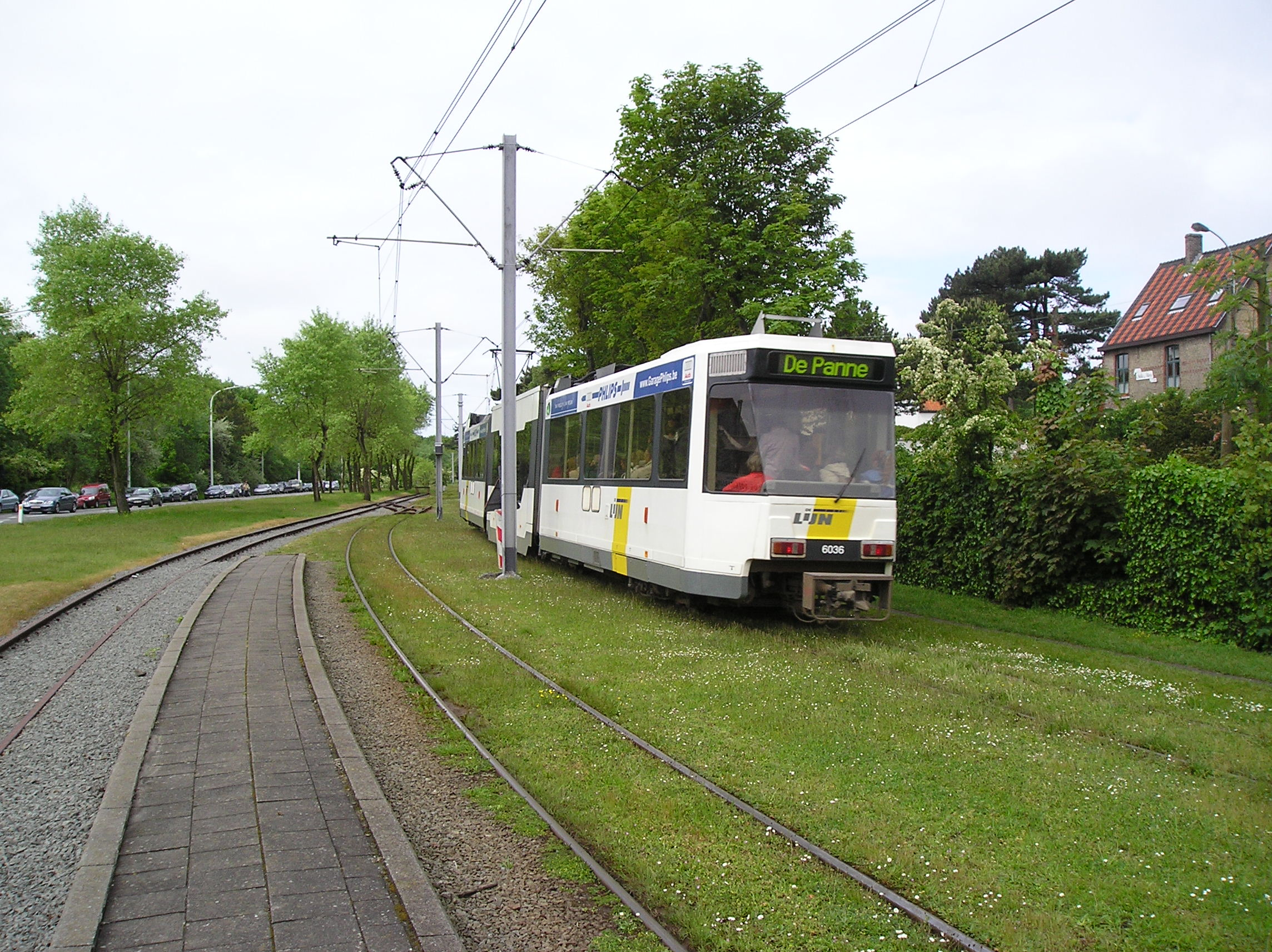
Tranvía acercándose a la estación de De Haan.
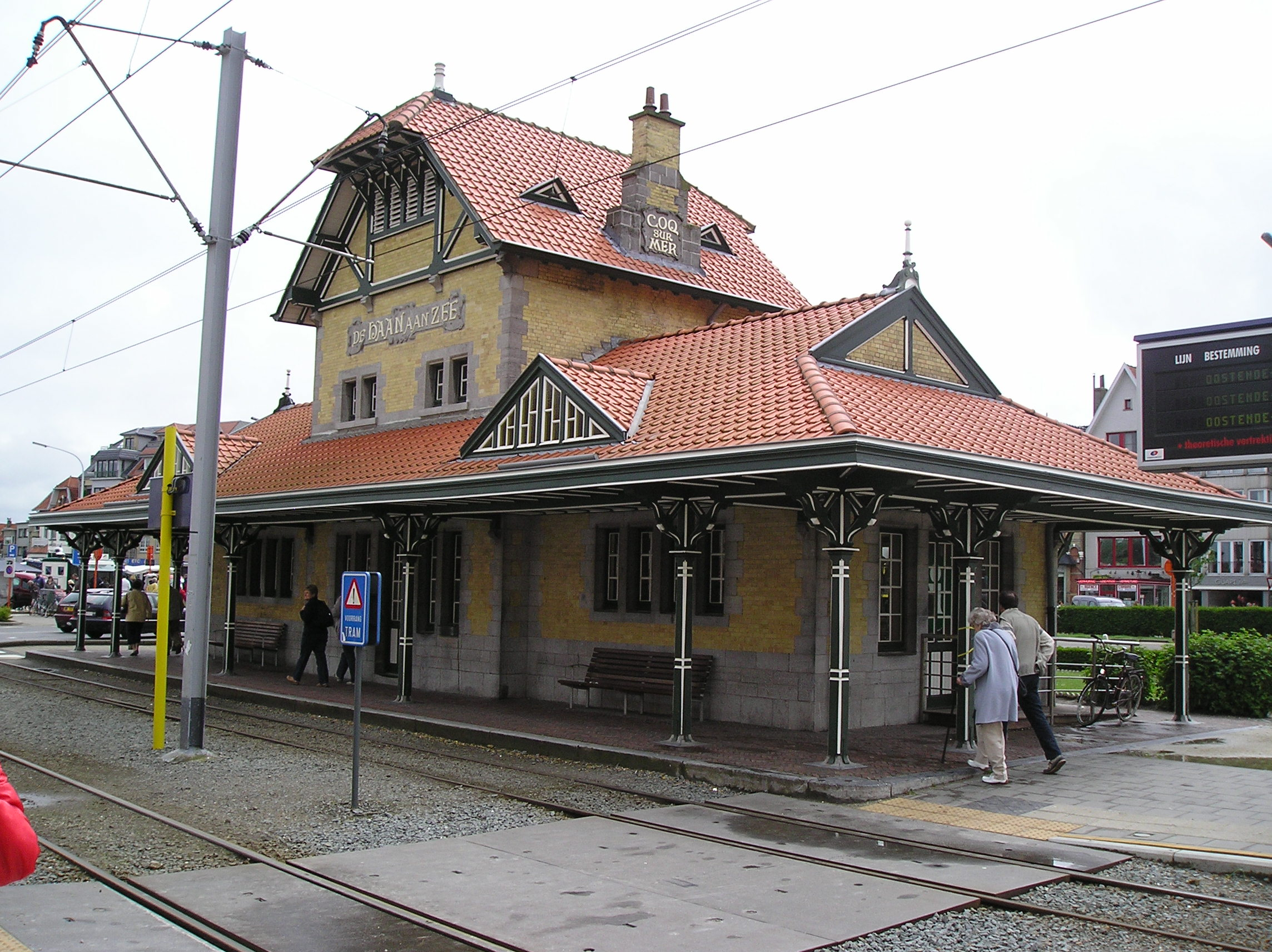
Estación de De Haan.

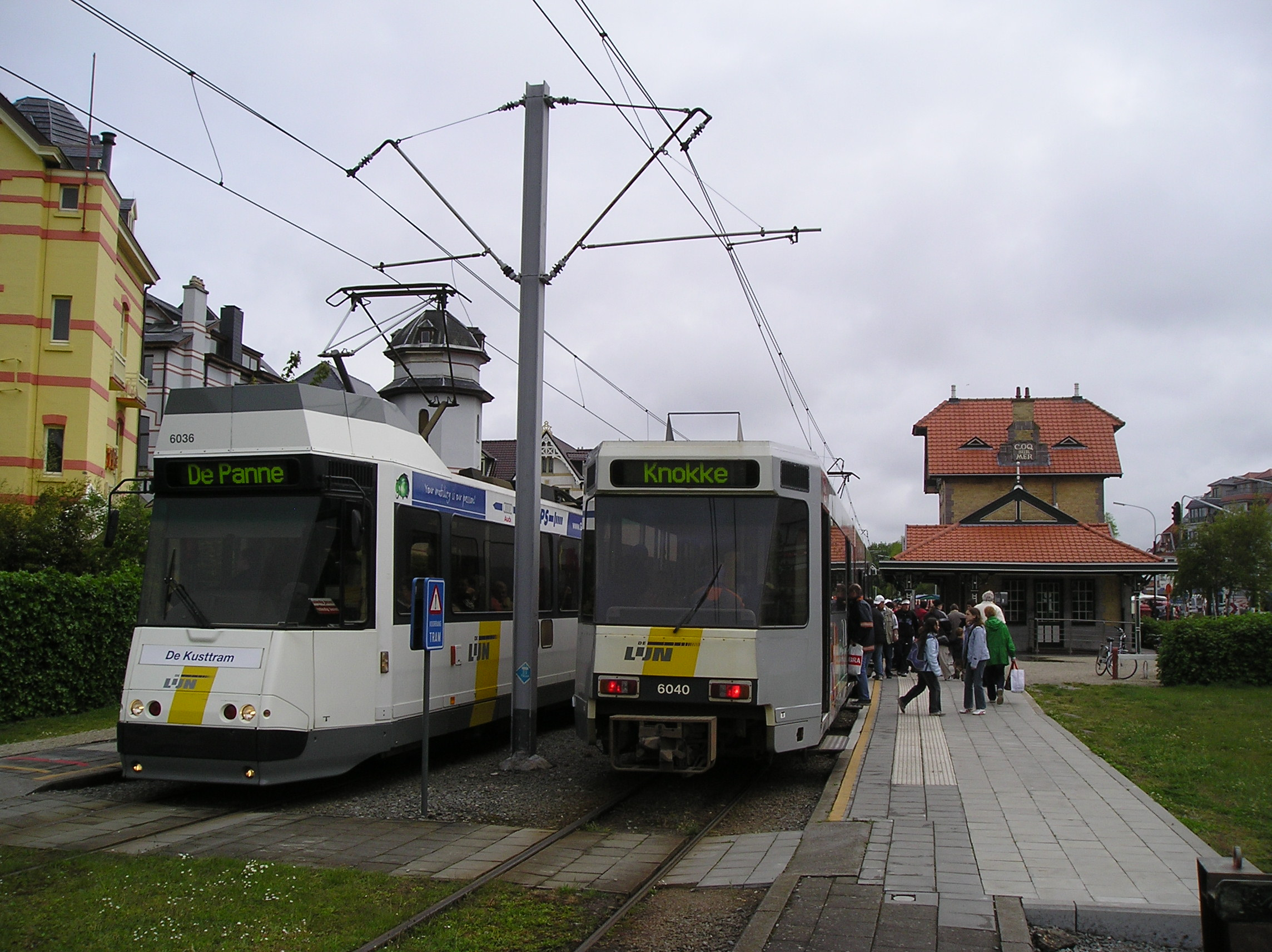
un par de convoyes en la estación de De Haan.
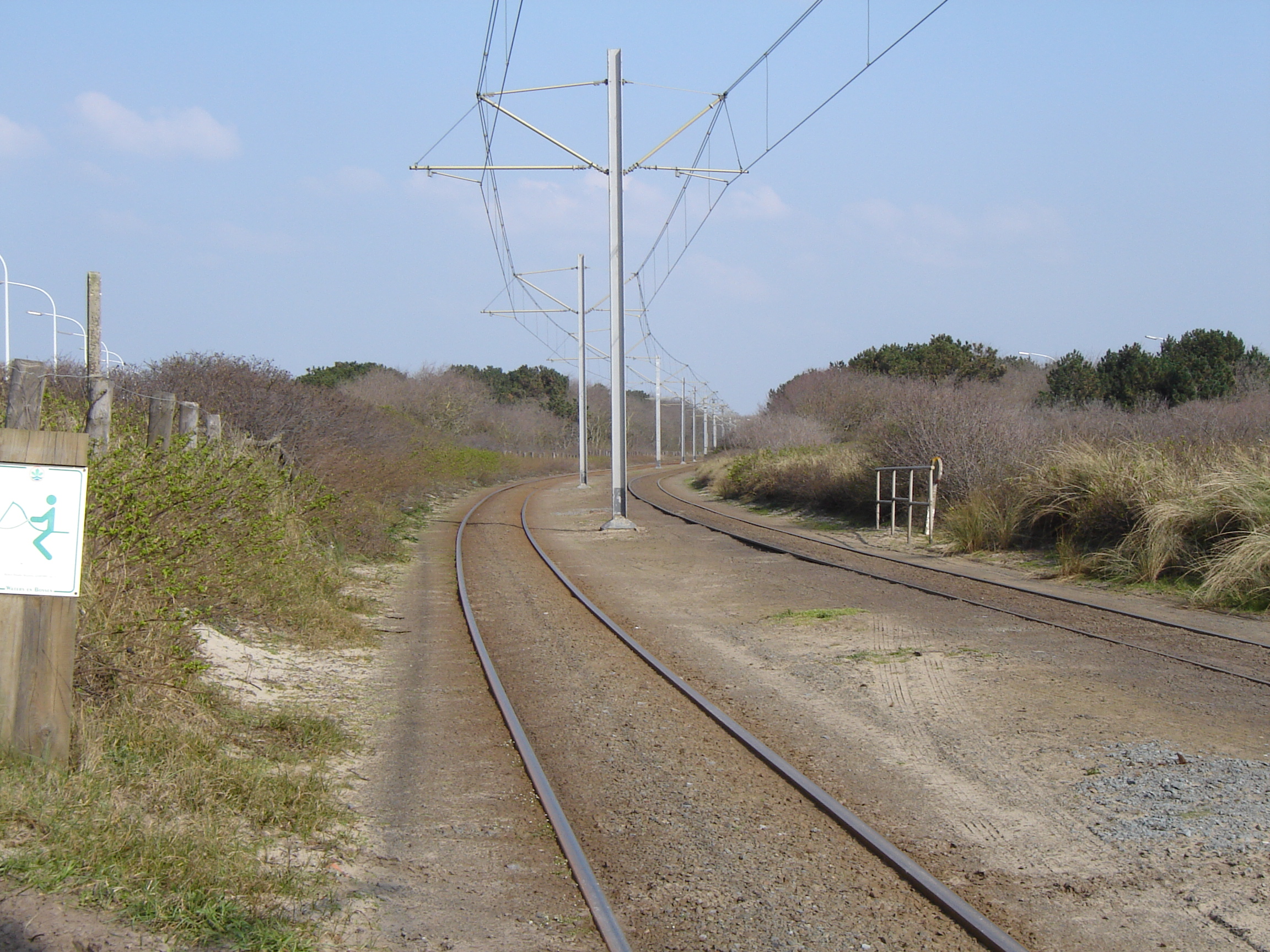
Vías entre De Haan y Wenduine.
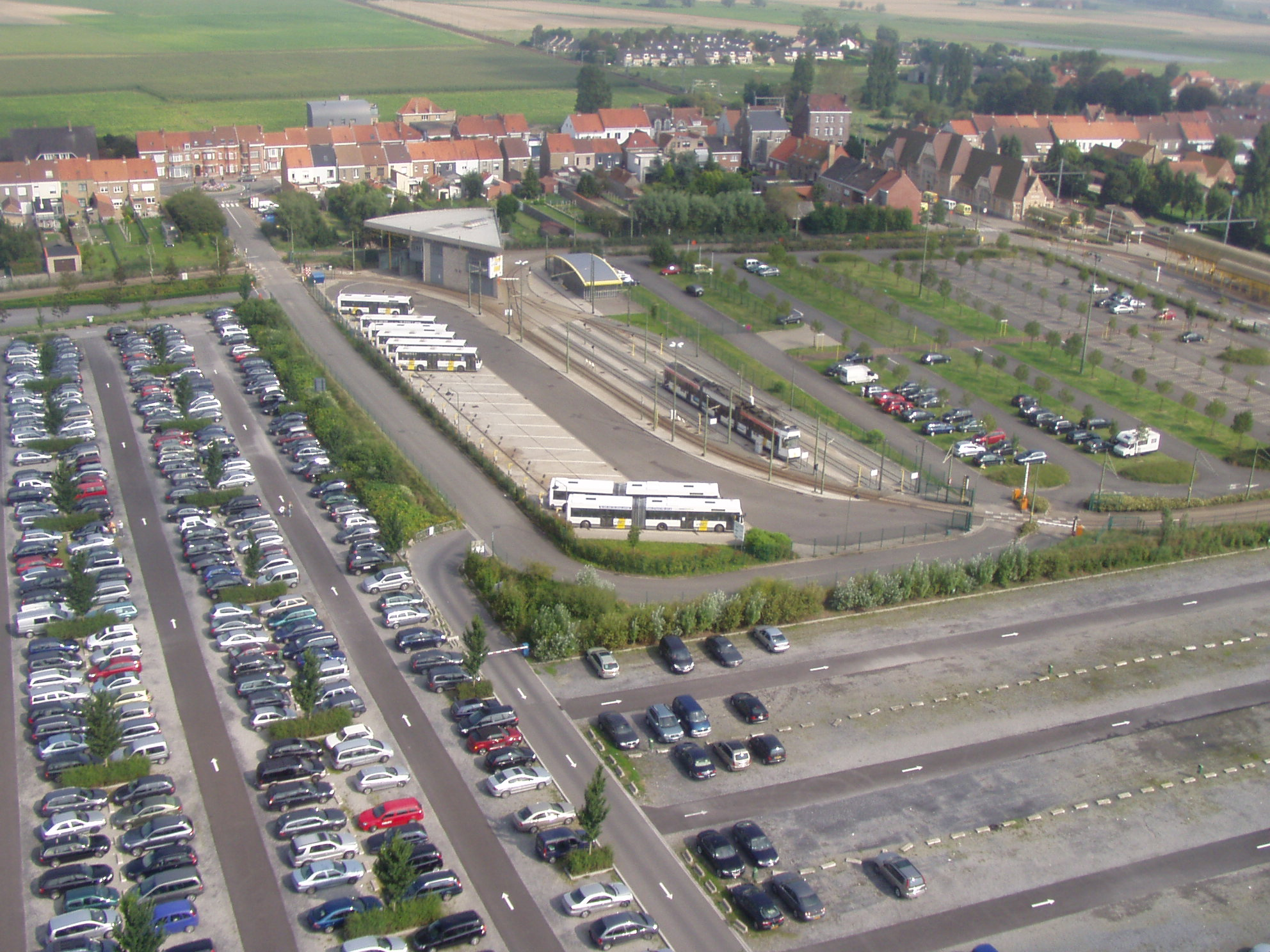
Almacenes en Adinkerke.